# Rafał Kasprzyk (adwokat)
Rafał Wojciech Kasprzyk (ur. 15 października 1952 w Łodzi, zm. 6 sierpnia 2022, tamże) – polski adwokat, nauczyciel akademicki, doktor nauk prawnych, kapitan Wojska Polskiego.

## Życiorys
Ukończył studia prawnicze na Wydziale Prawa i Administracji Uniwersytetu Łódzkiego (1976), a następnie tamże obronił pracę doktorską (1985). Ukończył aplikację sędziowską (1978–1980) i adwokacką (1989). Po studiach podjął pracę w katedrze prawa cywilnego Uniwersytetu Łódzkiego, początkowo jako asystent (1976–1985), a następnie adiunkt (1985–1997). Był stypendystą Uniwersytetu w Oksfodzie i Grenoble.
W latach 70. XX w. współpracował z Komitetem Obrony Robotników, a następnie był jednym z założycieli „Solidarności” na Uniwersytecie Łódzkim oraz ekspertem Zarządu Regionu Ziemi Łódzkiej NSZZ „Solidarność”. Był współtwórcą pisma MKZ/ZR „Komunikat” (1981) oraz zastępcą rzecznika prasowego Zarządu Regionalnego NSZZ „Solidarność”. Publikował na łamach pisma „Solidarność Ziemi Łódzkiej”.
Podczas stanu wojennego w okresie 14–15 grudnia 1981 był współorganizatorem strajku okupacyjnego na terenie Wydziału Prawa Uniwersytetu Łódzkiego, w związku z czym był internowany w ośrodku odosobnienia w Łowiczu w okresie od 28 stycznia do 23 lipca 1982. Po zakończeniu internowania działał w ramach Tajnego Tymczasowego Zarządu Regionalnego NSZZ „Solidarność” (1983), Regionalnej Komisji Wykonawczej „Solidarność” (1984-1989), Duszpasterstwa Świata Pracy (1986), Społecznego Komitetu Nauki przy UŁ (1983-1987). W ramach działalności opozycyjnej zajmował się: redakcją artykułów, kolportażem nielegalnych wydawnictw, takich jak: m.in. „Biuletyn Informacyjny UŁ”, „Nasz Głos”, „Solidarność Walcząca”, „Tygodnik Mazowsze” oraz prowadził prelekcje i organizował spotkania opozycji, a także jako specjalista ds. prawa prasowego i autorskiego reprezentował oskarżonych w procesach politycznych. Doradzał również komitetom strajkowym w Zakładach Tkanin Technicznych w Pabianicach i w Kopalni Węgla Brunatnego „Bełchatów” (styczeń–luty 1989). Był również pełnomocnikiem wiceprzewodniczącego łódzkiej Solidarności, Jerzego Kropiwnickiego, w sprawie przywrócenia go do pracy.
W 1989 uczestnikiem obrad Okrągłego Stołu, w ramach podzespołu ds. ekologii. Od 1990 prowadził własną kancelarię adwokacka w Łodzi. W latach 1990–1992 był członkiem Państwowej Rady Ochrony Środowiska. W latach 2004–2005 służył w stopniu kapitana na stanowisku radcy prawnego w Polskim Kontyngencie Wojskowym 1. Brygadowej Grupy Bojowej w Iraku. W 2008 był pełnomocnikiem prawnym samorządu rejonu wileńskiego przed Europejskim Trybunałem Praw Człowieka w Stasbourgu ws. nadania szkole średniej w Ławaryszkach na Litwie imienia Emilii Plater.
Publikował m.in. na łamach: „Studiów Prawniczych”, „Studiów Prawno-Ekonomicznych”, „Acta Universitatis Lodziensis. Folia Iuridica”.
Zmarł w wyniku rozległego zawału. Został pochowany w części rzymskokatolickiej Starego Cmentarza w Łodzi.

## Odznaczenia
- Krzyż Kawalerski Orderu Odrodzenia Polski (2007),
- Krzyż Wolności i Solidarności (2017),
- Medal „Pro Patria” (2017)[2],
- Krzyż Oficerski Orderu Odrodzenia Polski (2018) – za wybitne zasługi w działalności na rzecz polskiego prawa, za wkład w rozwój samorządu adwokackiego[7],
- Krzyż Komandorski Orderu Odrodzenia Polski (2022, pośmiertnie) – za wybitne zasługi w działalności na rzecz budowy demokratycznego państwa polskiego, za kształtowanie zasad kultury prawnej[8]
- Medal za Zasługi w Walce o Niepodległość Polski i Prawa Człowieka 13 XII 1981 – 4 VI 1989,
- Medal za Zasługi dla Niepodległości Ojczyzny,
- Medal Pamiątkowy Wielonarodowej Dywizji Centrum-Południe w Iraku,
- Medal „Zasłużony dla Wymiaru Sprawiedliwości – Bene Merentibus Iustitiae”,
- Medal Pamiątkowy Ministra Sprawiedliwości,
- Gwiazda Iraku[6].